# أورانو

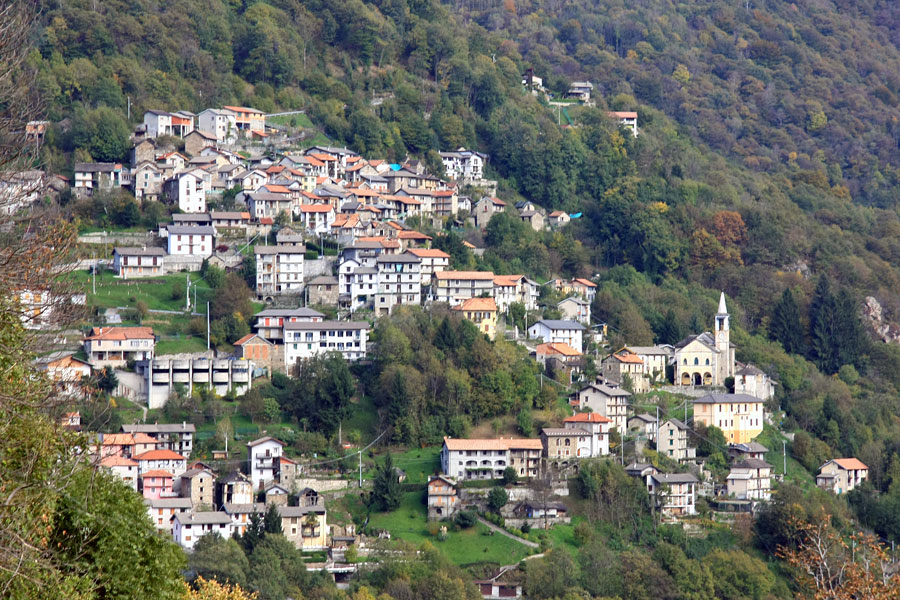
المدينة

أورانو هي بلدية -كومونا بالإيطالية- في مقاطعة فربانو كوزيو أوسولا في منطقة بيدمونتي الإيطالية، وتقع على بعد حوالي 130 كيلومتر (81 ميل) شمال شرق تورينو وحوالي 15 كيلومتر (9 ميل) شمال شرق فيربانيا .
ويحُدها كلًا من البلديات التالية: كانيرو ريفييرا وإنتراغنا وميازينا وأوجيبيو و بريمينو و تراريغو فيجيونا و وادي كانوبينا. كما أنها جزء من حديقة فال غراندي الوطنية.